# Dzilam de Bravo
Dzilam de Bravo é um município do estado do Iucatã, no México. A população do município calculada no censo 2005 era de 2.248 habitantes.